# A Szurikáták udvarháza epizódjainak listája
Ez a szócikk az amerikai Animal Planet televíziós csatorna Szurikáták udvarháza című filmsorozatának epizódjainak listáját foglalja magába.

## 1. évad
| #  | Eredeti / Magyar cím                                                     | Brit premier         | Amerikai premier    |
| -- | ------------------------------------------------------------------------ | -------------------- | ------------------- |
| 1  | A Family Affair / Egy családi ügy                                        | 2005. szeptember 12. | 2006. június 9.     |
| 2  | Love Thy Neighbour / Szerelem a szomszédból                              | 2005. szeptember 12. | 2006. június 9.     |
| 3  | Some Like It Hot / Van, aki forrón szereti                               | 2005. szeptember 19. | 2006. június 16.    |
| 4  | Revolution / Forradalom                                                  | 2005. szeptember 19. | 2006. június 23.    |
| 5  | Childhood's End / A gyerekkor vége                                       | 2005. szeptember 26. | 2006. június 30.    |
| 6  | Boys Will Be Boys / A fiúk fiúk leszenk                                  | 2005. szeptember 26. | 2006. június 7.     |
| 7  | Divided Loyalties / Megosztott hűség                                     | 2005. október 3.     | 2006. június 14.    |
| 8  | The Good, The Bad, And The Desperatet / A jó, a rossz és a kétségbeesett | 2005. október 3.     | 2006. június 21.    |
| 9  | Daisy's Choice / Daisy választása                                        | 2005. október 10.    | 2006. június 28.    |
| 10 | Flower Power / Hortenzia ereje                                           | 2005. október 10.    | 2006. augusztus 4.  |
| 11 | An Awfully Big Adventure / Egy szörnyen nagy kaland                      | 2005. október 17.    | 2006. augusztus 11. |
| 12 | The Calm Before the Storm / A vihar előtti csend                         | 2005. október 17.    | 2006. augusztus 18. |
| 13 | Moving On / Mozgás                                                       | 2005. október 24.    | 2006. augusztus 25. |

- A magyar címek nem hivatalosak.

## 2. évad
| #  | Eredeti / Magyar cím                                               | Brit premier         | Amerikai premier     |
| -- | ------------------------------------------------------------------ | -------------------- | -------------------- |
| 1  | Cold Comfort / Hideg kényelem                                      | 2006. szeptember 29. | 2006. szeptember 29. |
| 2  | Cold Comfort / A három barát                                       | 2006. szeptember 29. | 2006. szeptember 29. |
| 3  | Young Blood / Fiatal vér                                           | 2006. október 6.     | 2006. október 6.     |
| 4  | Iron Lady / Vas Lady                                               | 2006. október 6.     | 2006. október 6.     |
| 5  | There's No Place Like Home / Nincs hely, akárcsak otthon           | 2006. október 13.    | 2006. október 13.    |
| 6  | When Flower Met Hannibal / Amikor Hortenzia találkozik Hanniballal | 2006. október 13.    | 2006. október 13.    |
| 7  | United We Stand / Összefogás                                       | 2006. október 20.    | 2006. október 20.    |
| 8  | The Enemy Within / Köztünk az ellenség                             | 2006. október 20.    | 2006. október 20.    |
| 9  | The Art of Leadership / A vezetés művészete                        | 2006. október 27.    | 2006. október 27.    |
| 10 | Balance Of Power / Erőviszonyok                                    | 2006. október 27.    | 2006. október 27.    |
| 11 | Growing Pains / Növekvő fájdalmak                                  | 2006. november 3.    | 2006. november 3.    |
| 12 | The Godmother / A keresztanya                                      | 2006. november 10.   | 2006. november 10.   |
| 13 | The Killing Fields / A keresztanya                                 | 2006. november 10.   | 2006. november 10.   |
| 14 | Meerkat Manor Re-Cap / Szurikáták udvarháza emlékeztető            |                      | 2006. augusztus 3.   |

- A magyar címek nem hivatalosak.

## 3. évad
| #  | Eredeti / Magyar cím                                    | Brit premier         | Amerikai premier     |
| -- | ------------------------------------------------------- | -------------------- | -------------------- |
| 1  | On Dangerous Ground / Veszélyes terepen                 | 2007. szeptember 10. | 2007. augusztus 10.  |
| 2  | The Mission / A küldetés                                | 2007. szeptember 11. | 2007. augusztus 17.  |
| 3  | Something's Got to Give / Testvérviszály                | 2007. szeptember 12. | 2007. augusztus 24.  |
| 4  | The Death of Romance / A hősszerelmes halála            | 2007. szeptember 13. | 2007. augusztus 31.  |
| 5  | Tale of Ren and Stumpy / Ren és Zömök meséje            | 2007. szeptember 14. | 2007. szeptember 7.  |
| 6  | The House of Zappa / A Zappa ház                        | 2007. szeptember 17. | 2007. szeptember 14. |
| 7  | Heavy the Crown / Nehéz a korona                        | 2007. szeptember 18. | 2007. szeptember 21. |
| 8  | Journey's End / Az út vége                              | 2007. szeptember 19. | 2007. szeptember 28. |
| 9  | A New Day / Egy új nap                                  | 2007. szeptember 20. | 2007. október 5.     |
| 10 | Farewell My Lovely / Búcsú a kedvesemtől                | 2007. szeptember 21. | 2007. október 12.    |
| 11 | Three Degrees of Separation / Az elválás három fokozata | 2007. szeptember 24. | 2007. október 19.    |
| 12 | The Graduate / A diplomás                               | 2007. szeptember 25. | 2007. október 26.    |
| 13 | A Family at War / Egy család háborúban                  | 2007. szeptember 26. | 2007. november 2.    |

- A magyar címek nem hivatalosak.

## 4. évad
| #  | Eredeti / Magyar cím                           | Brit premier      | Amerikai premier    |
| -- | ---------------------------------------------- | ----------------- | ------------------- |
| 1  | To Have and to Have Not / Birtokviszonyok      | 2009. április 9.  | 2008. június 6.     |
| 2  | All Manor of Love / Szerelem                   | 2009. április 14. | 2008. június 13.    |
| 3  | Rising Star / Csillag születik                 | 2009. április 15. | 2008. június 20.    |
| 4  | The Family Way / Családi csetepaté             | 2009. április 16. | 2008. június 27.    |
| 5  | The Mark of Zorro / Zorro jele                 | 2009. április 17. | 2008. július 4.     |
| 6  | Great Expectations / Vérmes remények           | 2009. április 18. | 2008. július 11.    |
| 7  | The Bodyguard / A testőr                       | 2009. április 19. | 2008. július 18.    |
| 8  | Divided We Fall / Egységben az erő             | 2009. április 20. | 2008. július 25.    |
| 9  | To The Manor Born / A sivatag gyermekei        | 2009. április 21. | 2008. augusztus 1.  |
| 10 | The Birds / A madarak                          | 2009. április 22. | 2008. augusztus 15. |
| 11 | The Rovers Return / Az aranyifjak visszatérnek | 2009. április 23. | 2008. augusztus 22. |
| 12 | Home Alone / Otthon, egyedül                   | 2009. április 24. | 2008. augusztus 22. |
| 13 | The Darkest Day / A legsötétebb nap            | 2009. április 25. | 2008. augusztus 22. |